# Маніфест до європейських урядів 1712
Маніфест до європейських урядів 1712 — декларація гетьмана Війська Запорозького в еміграції, чільного представника мазепинської еміграції Пилипа Орлика, що проголошувала відновлення української державності в Правобережній Україні та союз з Османською імперією, згідно з привілеєм султана Агмеда III від 16 березня 1712 та іншими документами. Написаний у м. Димотика (нині м. Дідимотика, Греція) біля м. Адріанополь (нині м. Едірне, Туреччина), датований 4 квітня 1712.
Документ існує в латино- та французькомовній версіях і адресований урядам європейських християнських держав. У ньому викладено бачення П.Орликом міжнародно-правового статусу Війська Запорозького, принципів та напрямів зовнішньої політики останнього: 
1. союз із Османською імперією є тимчасовим, спрямованим на звільнення України з-під влади російського царя Петра I і не порушує укладеного раніше союзу із Шведським королівством, не передбачає входження Правобережної України до Османської імперії;
2. майбутня українська держава після звільнення українських земель (у межах, окреслених Зборівським договором Криму з Польщею 1649) згодна на міжнародне посередництво для вирішення питання про кордони тощо.

Документ є цінним джерелом до історії правових та політичних ідей того часу. Маніфест інтерпретує Переяславський договір 1654 (див. Березневі статті 1654) як характерну для середньовічної Європи угоду про васалітет. За маніфестом, Україна в складі Речі Посполитої мала автономний статус, а за гетьманування Богдана Хмельницького стала незалежною державою і як така увійшла у відносини з Російською державою. Маніфест стверджує, що царський уряд порушив умови Переяславського договору 1654 і, покликаючись на ідею про право нації (територіального угруповання знаті, репрезентованого васалом) звільнятися від тиранічного правителя, обґрунтовує необхідність відновлення незалежності Війська Запорозького. 
Маніфест містить оригінальні геополітичні ідеї мазепинської еміграції — бачення України як буферної держави, що своїм існуванням захищає західноєвропейську та інші цивілізації від агресивної Російської держави.
Маніфест зберігається в Архіві МЗС Франції. Віднайдений 1922 Ільком Борщаком.